# Калининская (Коми)
Кали́нинская — деревня в Прилузском районе Республики Коми. Входит в состав сельского поселения Объячево.

## География
Деревня находится на левом берегу реки Луза, на расстоянии примерно 2 км (по прямой) к северо-западу от села Объячево, административного центра района.

## История
Деревня известна с 1725 года. В 1930 году в ней было отмечено 59 хозяйств и 309 жителей.

### Часовой пояс
Деревня Калининская, как и вся Республика Коми, находится в часовой зоне МСК (московское время). Смещение применяемого времени относительно UTC составляет +3:00.

## Население
| 2010 |
| ---- |
| 446  |

### Национальный состав
Согласно результатам переписи 2002 года, в национальной структуре населения коми составляли 87 % из 466 чел.